# Démographie de l'Iran
La démographie de l'Iran a été complètement bouleversée au cours du XXe siècle. Le solde migratoire est faible (-0,5‰).
La répartition géographique de la population a aussi connu un bouleversement : les urbains formaient environ 10 % de la population iranienne au début du XXe siècle, ils sont 73,4 % en 2015. L’urbanisation est continue : le taux de croissance démographique des villes est de 1,8 % par an tandis que les zones rurales perdent annuellement 0,7 % de leur population.
Le taux d’alphabétisation est de 80 % chez les plus de 15 ans. La durée moyenne de scolarisation est de 12 ans.
70 % des peuples d'Iran parlent des langues iraniennes. Les groupes ethniques les plus importants de cette catégorie sont les Persans, les Kurdes, les Gilakis, les Mazandaranis, les Lors et les Baloutches (Baloutches d'Iran). Le reste des peuples est principalement turcs, tels que les Azéris (Azéris d'Iran), Turkmènes (Turkmènes iraniens) et les Qashqai, ainsi que des arabes du Khouzistan (Arabes d'Iran), des Arméniens (Arméniens d'Iran) et des Assyriens (Assyriens d'Iran).

## Évolution de la population

Évolution de la démographie entre 1956 et 2013 (chiffre de la FAO, 2005). Population en milliers d’habitants.

## Structure de la population
| Période   | Naissances annuelles | Décès annuels | Solde naturel annuel | Taux de natalité (‰) | Taux de mortalité (‰) | Solde naturel (‰) | Indice de fécondité | Taux de mortalité infantile |
| --------- | -------------------- | ------------- | -------------------- | -------------------- | --------------------- | ----------------- | ------------------- | --------------------------- |
| 1950-1955 | 933 000              | 529 000       | 404 000              | 50,6                 | 28,7                  | 21,9              | 6,93                | 262,1                       |
| 1955-1960 | 1 018 000            | 505 000       | 514 000              | 49,2                 | 24,4                  | 24,8              | 6,93                | 212,5                       |
| 1960-1965 | 1 093 000            | 479 000       | 614 000              | 46,5                 | 20,3                  | 26,2              | 6,93                | 172,6                       |
| 1965-1970 | 1 164 000            | 455 000       | 709 000              | 43,3                 | 16,9                  | 26,4              | 6,70                | 140,7                       |
| 1970-1975 | 1 253 000            | 443 000       | 811 000              | 40,8                 | 14,4                  | 26,4              | 6,24                | 116,4                       |
| 1975-1980 | 1 503 000            | 430 000       | 1 073 000            | 42,1                 | 12,0                  | 30,1              | 6,27                | 92,2                        |
| 1980-1985 | 1 889 000            | 720 000       | 1 170 000            | 44,4                 | 16,9                  | 27,5              | 6,54                | 69,8                        |
| 1985-1990 | 1 955 000            | 550 000       | 1 406 000            | 38,6                 | 10,8                  | 27,8              | 5,62                | 55,4                        |
| 1990-1995 | 1 633 000            | 359 000       | 1 274 000            | 28,5                 | 6,3                   | 22,2              | 3,95                | 47,1                        |
| 1995-2000 | 1 318 000            | 338 000       | 980 000              | 21,1                 | 5,4                   | 15,7              | 2,62                | 38,9                        |
| 2000-2005 | 1 213 000            | 360 000       | 853 000              | 18,0                 | 5,3                   | 12,7              | 1,96                | 32,5                        |
| 2005-2010 | 1 274 000            | 389 000       | 885 000              | 17,7                 | 5,4                   | 12,3              | 1,77                | 27,2                        |

## Natalité
L'Iran a connu la baisse de natalité la plus rapide jamais enregistrée depuis le début des années 1980, de 3,6 enfants par couple, jusqu'à 1,76 en 2014. Il est de 2,07 enfants par femme en 2011, contre 1,74 en 2019.
Parmi les mesures visant à encourager les Iraniens à avoir plus d'enfants, le parlement iranien a approuvé un projet de loi qui autorise le gouvernement à faire passer le congé maternité de six à neuf mois et à donner aux pères un congé de deux semaines. 
Inquiète de son déclin démographique, la République islamique d’Iran décide en 2021 de stopper le planning familial pour relancer la natalité en restreignant notamment l’accès aux moyens de contraception. Par ailleurs, l’interruption volontaire de grossesse (IVG) est un acte criminel et peut, dans certains cas, être considérée comme un homicide.
Néanmoins, la forte proportion de personnes en âge de procréer explique un taux de natalité encore soutenu (13,69 ‰) (2021).

## Distribution de la population

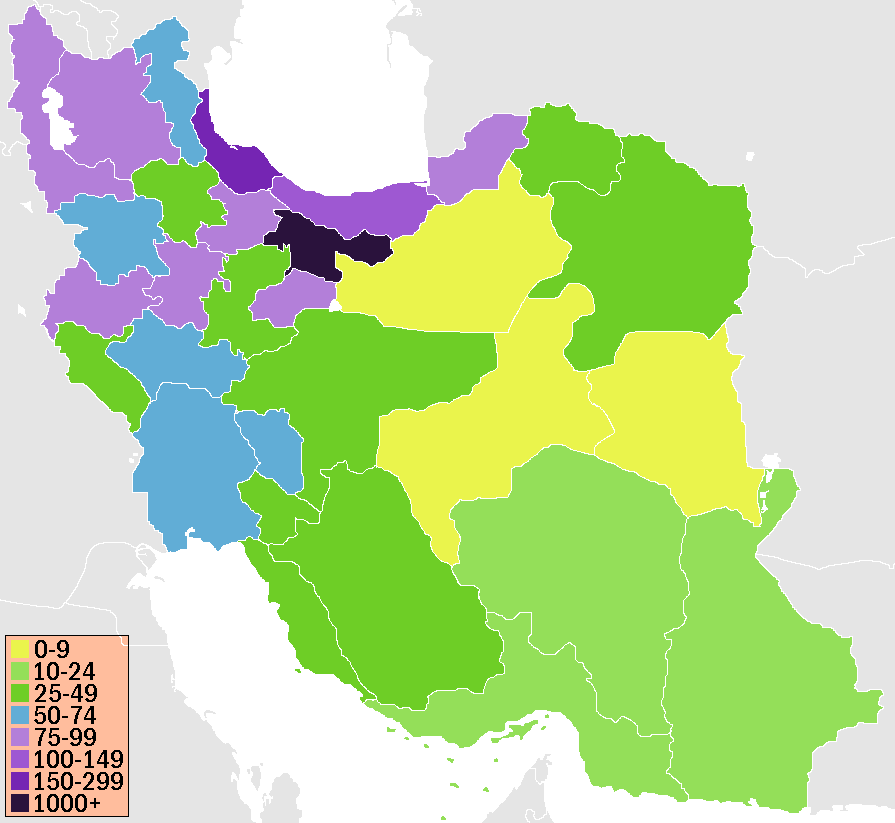
Densité de population par province en Iran.

### Villes les plus peuplées
Voici la liste des 5 villes les plus peuplées d'Iran.
| Plus grandes villes           | Plus grandes villes |
| ----------------------------- | ------------------- |
| Téhéran (Province de Téhéran) | 8 601 473           |
| Mashhad (Khorasan-e-razavi)   | 2 307 177           |
| Ispahan (Province d'Ispahan)  | 1 547 164           |
| Tabriz (Azerbaïdjan oriental) | 1 424 641           |
| Chiraz (Province du Fars)     | 1 279 140           |

## Migration
La position géographique de l'Iran, sa démographie et sa situation économique en font à la fois un pays d'origine, de transit et de destinations pour les migrants. Bien que le pays accueille une des plus grandes populations de réfugiés au monde, il est aussi un pays d'émigration.
L'Iran compte près d’un million de réfugiés, la plupart originaires d’Afghanistan et d’Irak. En 2001, le nombre de réfugiés afghans en Iran était de 3 809 600, et le nombre de réfugiés irakiens de 530 100. Cet afflux de réfugiés a lieu depuis le tout début des années 1980, causé par les guerres qui ont eu lieu aux frontières de l'Iran (en Afghanistan à partir de 1980), ou par des décisions prises par les pays voisins (la décision de Saddam Hussein d'expulser des irakiens d'origine iranienne vers l'Iran entre 1980 et 1981).
La politique officielle du gouvernement vise à rapatrier ces réfugiés et près de 2 millions l’ont été, pour une bonne part en coopération avec le Haut Commissariat des Nations unies pour les réfugiés,,,.
La diaspora iranienne est estimée à environ 2-3 millions de personnes qui ont émigré en Amérique du Nord, en Europe de l’Ouest, en Australie, dans les pays du Golfe Persique ou en Israël, la plupart après la révolution de 1979. Le solde migratoire actuel est négatif, et correspond au départ d’environ 40 000 personnes par an. Les facteurs des migrations au départ de l'Iran peuvent être multiples : instabilité économique de l'Iran, instabilité de son régime politique, niveau d'éducation, attentes démocratiques, présence de famille dans le pays hôte, montant du salaire et taux de chômage. Cependant, il faut signaler que les données précises sur les phénomènes de migration en Iran ne sont pas toutes disponibles, il est donc difficile d'apprécier l'étendue du phénomène.
Entre 10 et 15 % de la population du sud de l'Iran serait d'origine africaine.

## Groupes ethniques

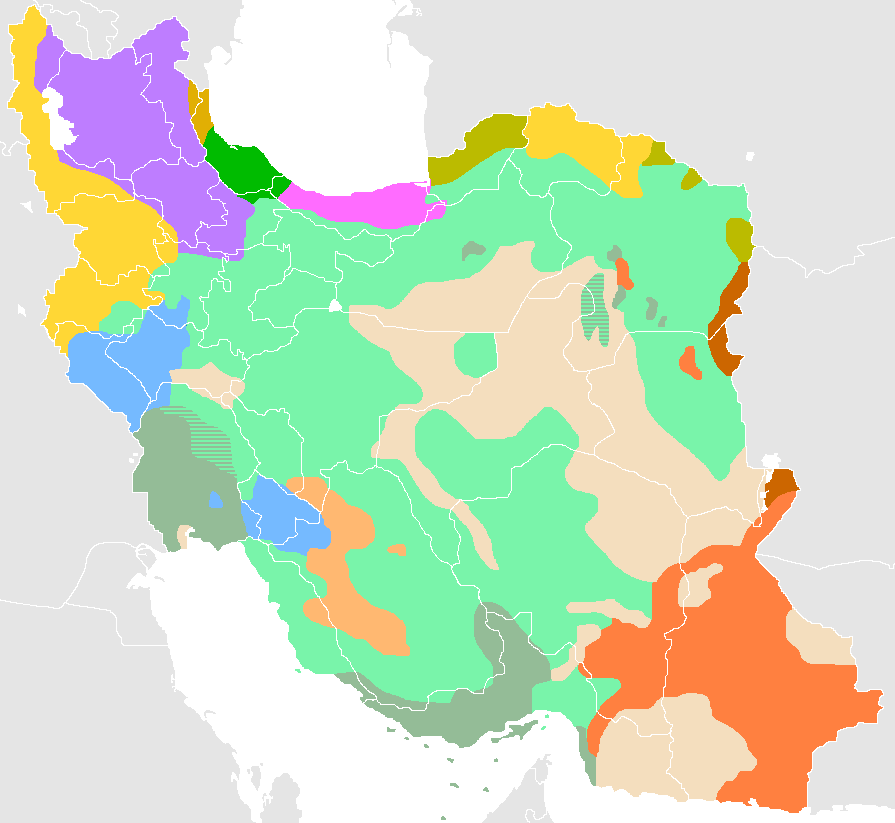
Carte de répartition ethnoreligieuse (selon la Central Intelligence Agency) :
Persan
Luri
Talyche
Guilaque
Mazandaranais
Kurde
Azéri
Turkmène
Kachkaï
Arabe
Baloutche
autres
désert

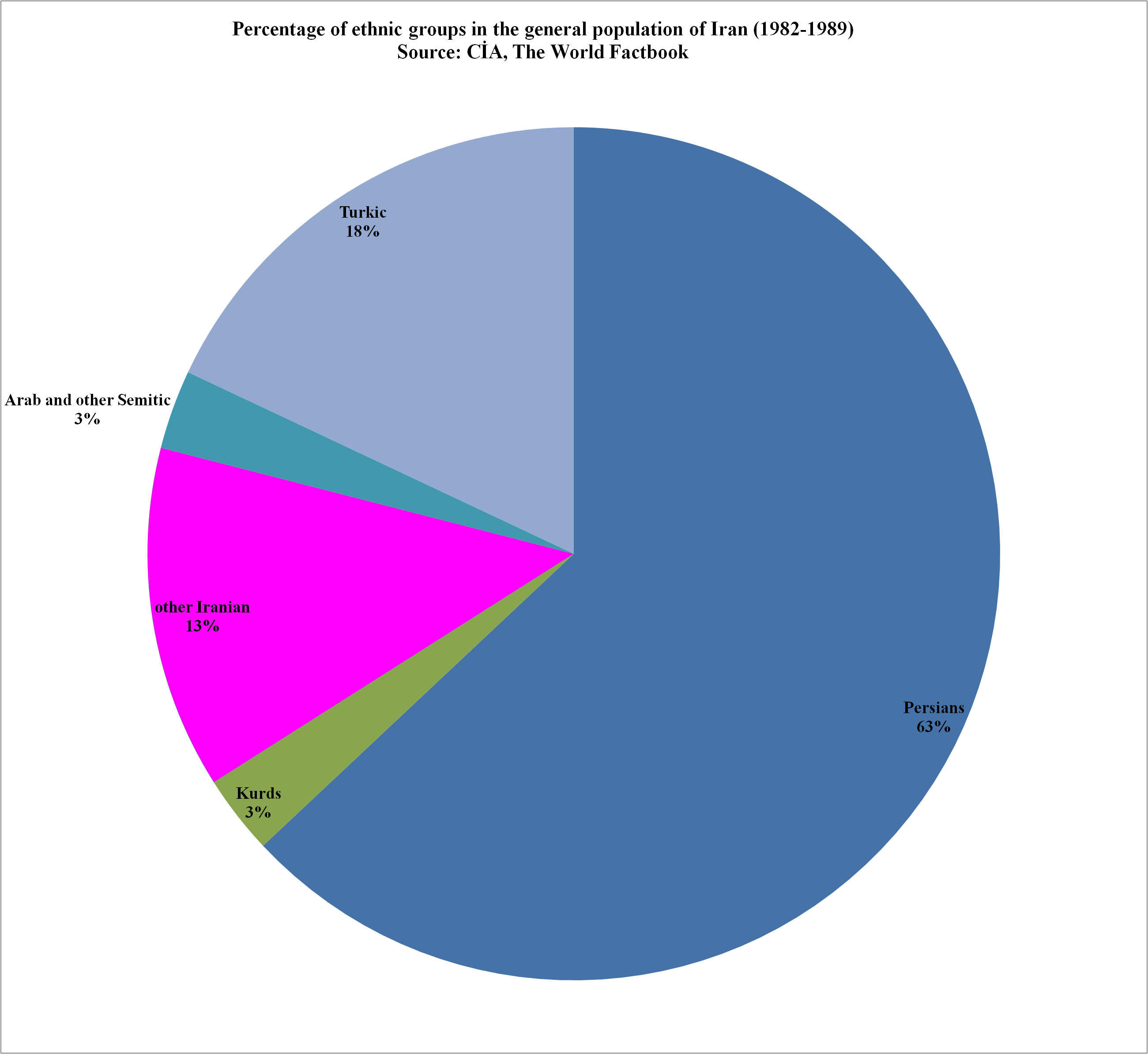
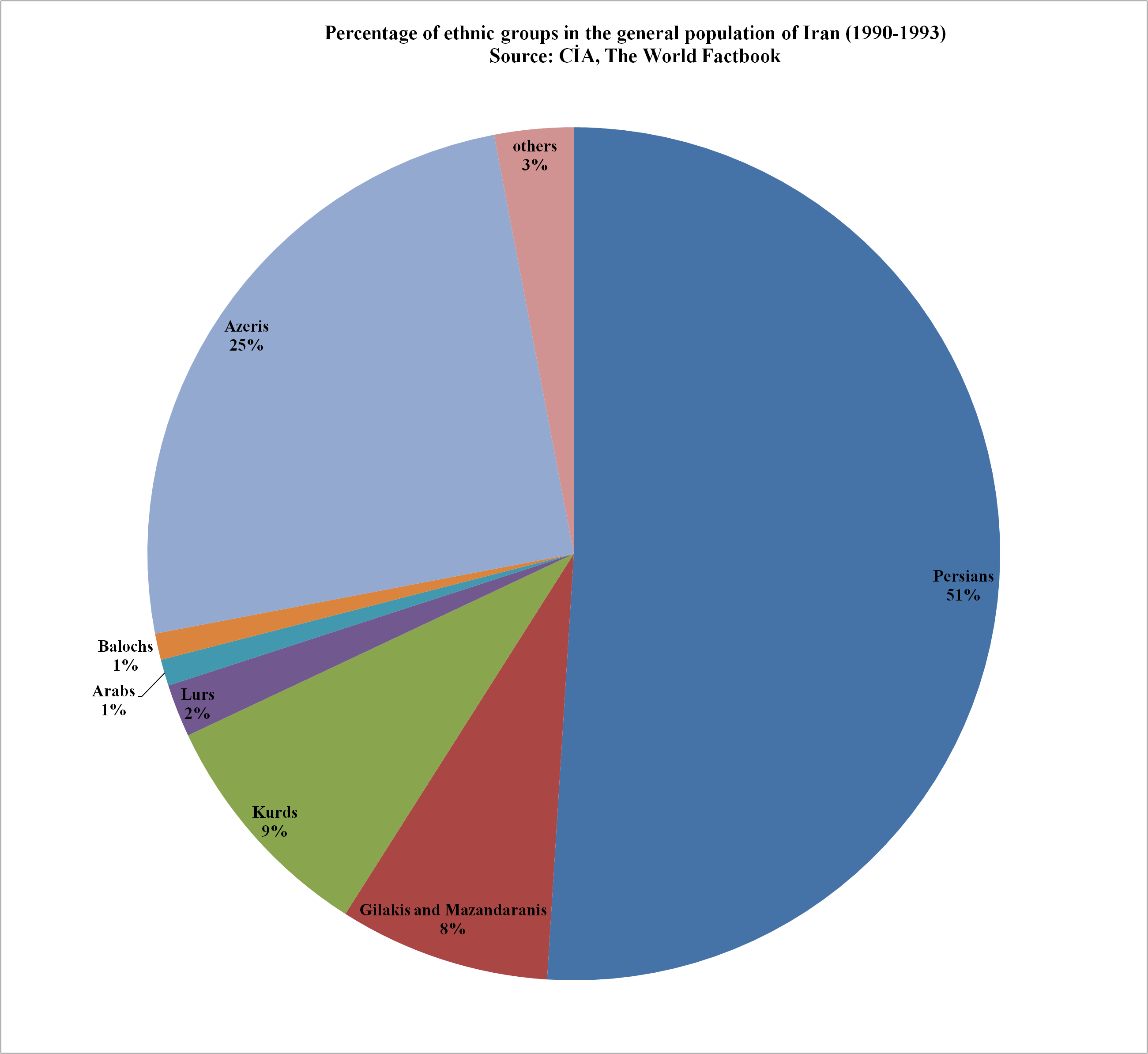
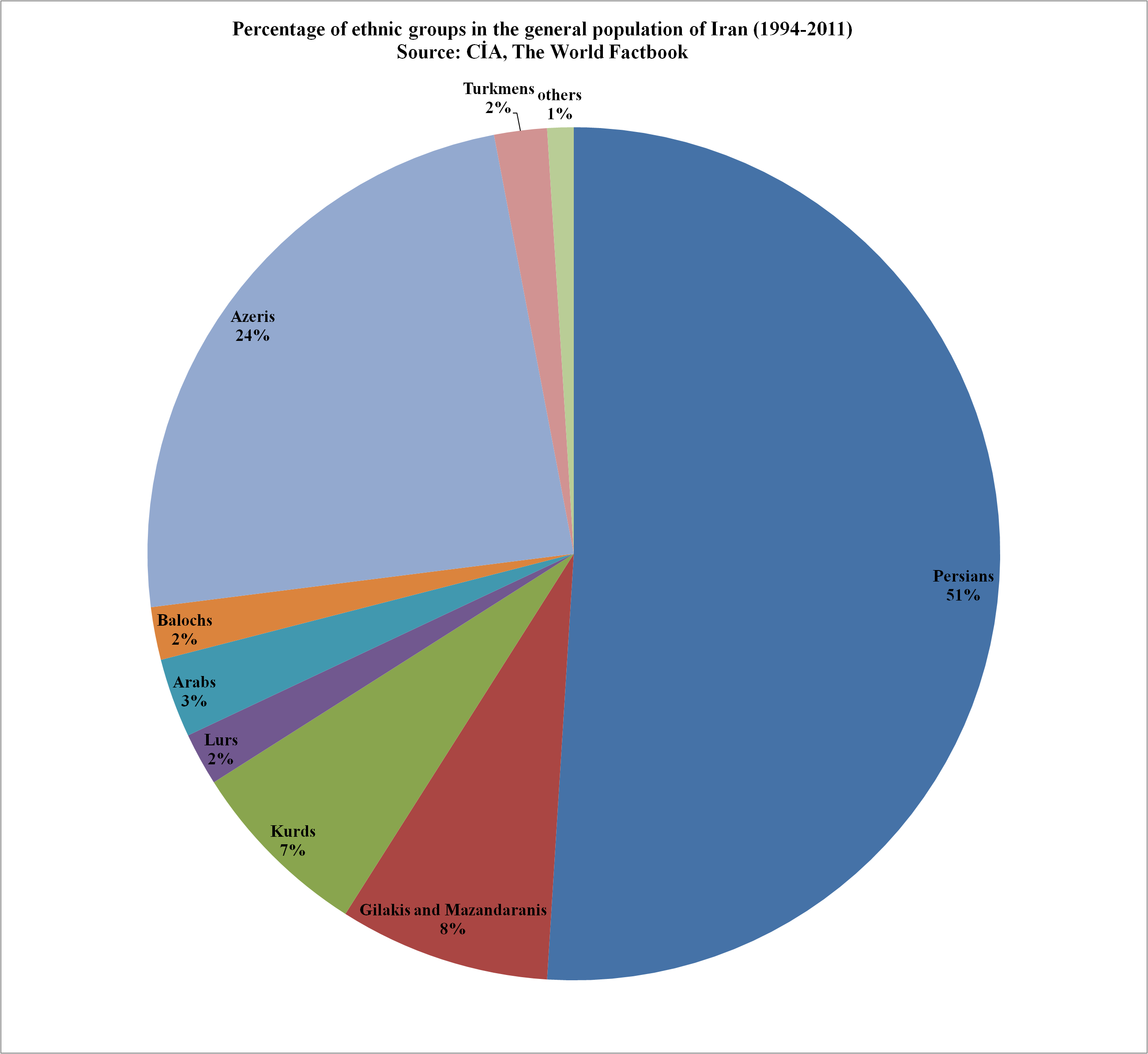
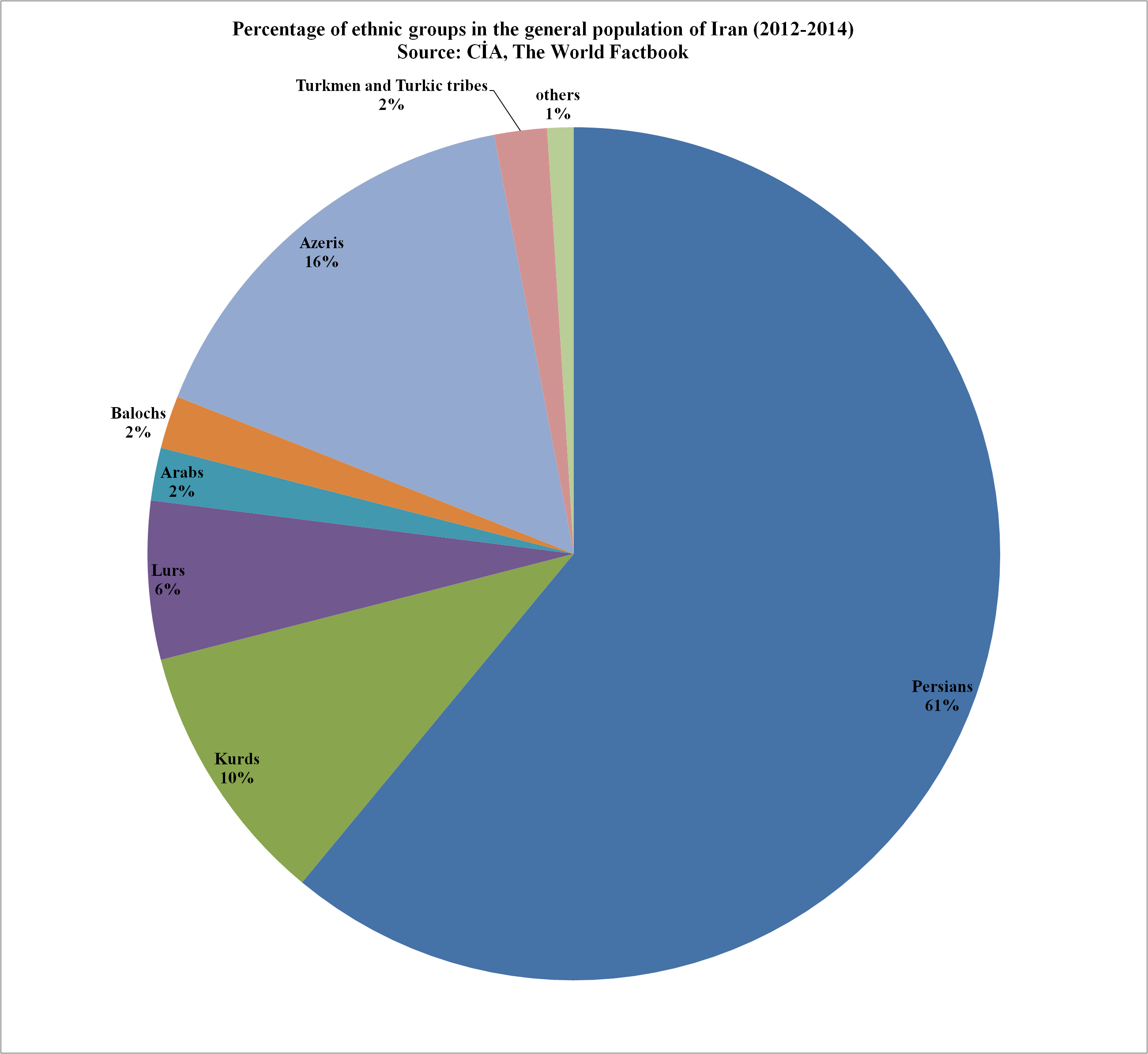

L’Iran est une mosaïque de plus de 80 « ethnies » différentes. Les deux origines principales sont indo-européennes iraniennes (Persans, Kurdes, Baloutches…) ou turques (Azéris, Turkmènes, Qashqais…). La majorité des Iraniens comprennent le persan, langue officielle de l’Iran.
En outre, on trouve en Iran des Arabes, et un petit nombre d'Arméniens, de Juifs, d'Assyriens, de Géorgiens, de Circassiens, de Tats et autres.

## Religions
La plupart des Iraniens sont musulmans ; 89 % sont chiites qui est la religion d'état, et 10 % appartiennent à la branche sunnite, qui est dominante dans les pays musulmans voisins. Les minorités non musulmanes incluent des zoroastriens, des juifs, des bahá'ís, des hindouistes et des chrétiens.
Les minorités non musulmanes ont fortement diminué au cours des dernières décennies. 11 000 à 40 000 juifs d'Iran restent aujourd'hui dans le pays  alors que la communauté était évaluée à 100 000 personnes avant la révolution islamique. Les zoroastriens, les bahá'ís et les chrétiens ont connu la même baisse de population. Aujourd'hui, il y a environ 8000 chrétiens assyriens, qui appartiennent à l'Église catholique chaldéenne.

## Iraniens à l'étranger
La communauté iranienne de Californie se concentre dans le quartier de Westwood et de Beverly Hills (8000 Irano-Américains en 2007). Des centaines de milliers d’Iraniens sont arrivés dans cette région à partir de 1979. Aujourd’hui, le bassin de Los Angeles est surnommé « Tehrangeles ». Depuis 2007, le maire de Beverly Hills, Jimmy Delshad, est d’origine iranienne. En 2015, le nombre d'Irano-Américains est estimé à 465 000 personnes.
Il existe également une diaspora iranienne en France.